# RaiSat Album
RaiSat Album è stato un canale televisivo dedicato alla memoria televisiva del passato edito da RaiSat e disponibile dal 1º luglio 1999 al 31 luglio 2003 nel bouquet satellitare di TELE+ Digitale.

## Palinsesto

Il primo logo di RaiSat Album, utilizzato dal 1999 al 2002

Il canale proponeva una programmazione giornaliera di quattro ore. Il palinsesto prevedeva la prima mezz'ora circa dedicata ai telegiornali dello stesso giorno e di 40, 30 e 20 anni prima (a cura di Gianni Bisiach); successivamente il programma variava in base al giorno della settimana: ad esempio il venerdì era il giorno dedicato al teatro, il sabato era la volta dello spettacolo, la domenica veniva trasmesso lo sport, e così via.
Tra gli autori dei primi palinsesti figurava Filippo Porcelli, che nel 2000 ha realizzato il video di presentazione del canale I Favolosi anni 50.
Nell'ottobre 2002 il canale subisce un restyling, sia nel logo che nei contenuti.
Nel periodo dal 16 marzo al 9 maggio 2003, il canale propone uno speciale giorno per giorno a 25 anni di distanza sul sequestro e l'uccisione dell'allora Presidente della Democrazia Cristiana e ex presidente del consiglio Aldo Moro da parte delle Brigate Rosse.

### Programmi
- Indietro tutta!
- Studio Uno
- Rischiatutto
- Discoring
- Il Musichiere
- Noi... no!
- Mister Fantasy
- L'altra domenica
- Doppia coppia
- Fantastico
- Quelli della notte
- Canzonissima
- Te la do io l'America
- Speciale per voi
- Al Paradise
- Cielito lindo
- Festival di Sanremo
- Luna Park
- Una valigia tutta blu
- Milleluci
- Gransimpatico
- Signore e signora
- Il tappabuchi
- Il ribaltone
- La domenica è un'altra cosa
- Tilt
- Piccolo Slam
- Teatro 10
- Stasera niente di nuovo
- Tante scuse
- Sai che ti dico?
- Avanzi
- Macao
- Formula due
- Dove sta Zazà
- Mazzabubù

## Chiusura
Nell'estate del 2003, Sky Italia entrò nel mercato della pay-tv fondendo TELE+ Digitale e Stream TV. Proprio in quel periodo venne annunciato che RaiSat Album non avrebbe continuato le trasmissioni sulla nuova piattaforma, che avrebbe invece ospitato i nuovi canali RaiSat Extra e RaiSat Premium.
Molti confondono questi ultimi due canali per sostitutivi di RaiSat Album, ma in realtà essi hanno caratteristiche diverse. RaiSat Extra era dedicato alla "TV del giorno prima", RaiSat Premium dava invece spazio alle fiction, sia recenti che più vecchie, e saltuariamente dedica spazio anche a trasmissioni del passato come Indietro tutta, ma non in modo continuativo come invece faceva RaiSat Album.
Secondo gli intenti iniziali, tuttavia, RaiSat Premium doveva accedere in parte alle trasmissioni di RaiSat Album, almeno quelle più recenti, ma con il passare del tempo ha finito per diventare un canale di replica delle fiction Rai degli ultimi anni.